# Dinozoa
Os dinozoários (Dinozoa) são um grupo taxonómico (um subfilo, na classificação de Thomas Cavalier-Smith) pertencente ao protistas. Contém cerca de 4 200 espécies, metade das quais apenas existem no registo fóssil.